# Nikka Costa
Nikka Costa (* 4. Juni 1972 in Tokio als Domenica Costa) ist eine US-amerikanische Sängerin und Songschreiberin. Sie ist die Tochter des verstorbenen Gitarristen, Arrangeurs und Musikproduzenten Don Costa.

## Leben
Nikka Costa wurde in Tokio geboren, als ihr Vater dort gerade auf einem Musikfestival gastierte. Sie wuchs in Los Angeles auf, wo sie durch die Aktivitäten ihres Vaters früh Kontakt zur Musik bekam. Bereits im Jahr 1981 nahm sie in Italien ihre erste Single (Out Here) On My Own auf, ein Lied aus dem Musikfilm Fame – Der Weg zum Ruhm. Das Lied wurde von ihrem Vater Don Costa produziert, der sie auch auf der Gitarre begleitete. Die Single erreichte in mehreren europäischen Ländern Spitzenplätze in den Charts. Im selben Jahr erschien ihr erstes Album Nikka Costa, dem ähnlich großer Erfolg beschieden war. Beide Platten, sowie weitere Singleauskopplungen aus dem Album, wurden nur in Europa und Südamerika veröffentlicht.
Ihre erste und bis 2001 einzige Plattenveröffentlichung in den USA war im Jahr 1982 die ebenfalls von ihrem Vater arrangierte und produzierte Single To Love a Child (Reprise Records), ein Duett mit ihrem Patenonkel Frank Sinatra, für den ihr Vater seit 1961 regelmäßig als Arrangeur und Orchesterleiter tätig gewesen war. Ebenfalls 1982 trat sie vor 300.000 Zuschauern im Vorprogramm der Gruppe The Police bei einem Konzert in Chile auf und verstärkte damit ihre Popularität in Südamerika.
Nach dem Tod Don Costas im Januar 1983, den Nikka Costa im Jahr 2005 in dem Song Fatherless Child thematisiert, erschien in Europa und Südamerika ihr zweites Album Fairy Tales (Cuentos de Hadas), das ebenfalls von ihrem Vater arrangiert wurde. Danach zog sich Nikka Costa für einige Jahre aus dem Musikgeschäft zurück, bevor sie 1989 in Europa das Album Here I Am (Yes, It’s Me) herausbrachte, das unter anderem ein Duett mit Pierre Cosso zu Don’t Cry enthält. Costa veröffentlichte dieses Album ebenfalls in einer spanischen Version mit dem Titel Loca Tentación, die in Südamerika veröffentlicht wurde. 1990 trat sie mit dem Lied All for the Love, der englischen Fassung des Stücks Vattene Amore von Mietta und Amedeo Minghi, beim Sanremo-Festival in Italien auf.
In den frühen 1990er Jahren zog Nikka Costa für einige Jahre nach Australien, wo sie 1996 ihr Album Butterfly Rocket herausbrachte, das es in die Top-20 der australischen Charts schaffte und ihr eine Nominierung als beste Nachwuchskünstlerin bei den jährlichen Preisvergaben der australischen Schallplattenindustrie einbrachte. Im selben Jahr entstand der Konzertmitschnitt Live at the Bridge. Ende der 1990er Jahre übersiedelte Costa dann wieder in die USA.
2001 gelang Costa mit dem Album Everybody Got Their Something (Virgin Records) auch in den USA der Durchbruch als Sängerin und Songwriter. Für den Song Just Because arbeitete sie mit dem Soulsänger Billy Preston zusammen; für das Lied Like a Feather wurde sie im selben Jahr bei den MTV Video Music Awards für den Preis in der Kategorie „Beste Nachwuchskünstlerin in einem Musikvideo“ nominiert. Ihren ebenfalls auf dem Album enthaltenen, zusammen mit ihrem Ehemann geschriebenen Song Push and Pull, präsentierte sie 2003 auf einem Konzert von Prince in Las Vegas. Im gleichen Jahr war Costa zudem auf dem Album Here Comes the Fuzz von Mark Ronson mit dem gleichnamigen Titel zu hören. 
2005 folgte das Album Can’tneverdidnothin’ (Virgin), mit dem sie ihren Musikstil zwischen Rhythm & Blues, Soul und Funk weiter ausbaute. Darin wird sie unter anderem bei dem Stück Till I Get to You von Lenny Kravitz am Schlagzeug begleitet, mit dem sie im Frühjahr 2005 gemeinsam auf Tournee ging. Lenny Kravitz steuerte noch weitere Gitarren- und Bassparts bei, zusammen mit dem aus seiner Band bekannten Gitarristen Craig Ross.
2006 nahm sie zusammen mit dem Sänger Van Hunt das Duett Mean Sleep auf, das auf Van Hunts Album On the Jungle Floor zu hören ist. Im selben Jahr nahmen die beiden den Titel If I Had No Loot gemeinsam mit Sam Moore für dessen Album Overnight Sensational auf.
Am 14. Oktober 2008 erschien in Amerika das Album Pebble to a Pearl, das später auch in Europa und Australien veröffentlicht wurde. Auf der europäischen Version des Albums ist ein Bonustrack vorhanden, den Costa bereits im Jahr 2007 auf ihrer MySpace-Seite veröffentlichte; es ist eine Coverversion vom Song The Denial Twist von den White Stripes.
Von Ende Mai bis Mitte Juli 2010 trat Costa im Vorprogramm der Sängerin Pink bei deren Funhouse-Summer-Carnival-Tour auf. Dazu wurde Anfang Juni die Single Ching Ching Ching veröffentlicht. In Deutschland war es ihr erster Charterfolg seit (Out Here) On My Own. Des Weiteren agierte Nikka Costa 2010 als Backgroundsängerin von Eric Clapton auf dem Album Clapton und schrieb außerdem an seinem Song Diamonds Made from Rain.

## Familie
Nikka Costa ist seit 1992 mit dem Songwriter Justin Stanley verheiratet, der seither größtenteils ihre Plattenveröffentlichungen produziert und einige Songs zusammen mit ihr geschrieben hat. Gemeinsam haben sie eine Tochter, die im September 2006 geboren wurde. Derzeit lebt die Familie in Los Angeles.

## Diskografie

### Studioalben
- Nikka Costa (1981)
- Fairy Tales (1983)
- Here I Am, Yes It’s Me (1989)
- Butterfly Rocket (1996)
- Everybody Got Their Something (2001)
- Can’tneverdidnothin’ (2005)
- Pebble to a Pearl (2008)
- Nikka & Strings, Underneath and in Between (2017)

### Livealben
- Live at the Bridge (Australien 1996)

### EPs
- Pro*Whoa! (2011)

### Singles
- (Out Here) On My Own (1981)
- You (1982)
- So Glad I Have You (1982)
- Maybe (1982)
- To Love a Child (1982) (Duett mit Frank Sinatra)
- First Love (1983)
- I Believe in Fairy Tales (1983)
- Stay Daddy Stay (1983)
- Don’t Cry (1989) (Duett mit Pierre Cosso)
- Una chica mas (Renegade-Take My Breath Away) (1989)
- All for the Love (1990)
- Get off My Sunshine (1996)
- Treat Her Right (1996)
- Master Blaster (1996)
- Like a Feather (2001)
- Push and Pull (2001)
- Everybody Got Their Something (2001)
- I Don’t Think We’ve Met (2005)
- Till I Get You (2005)
- Maybe Baby (2008)
- Stuck to You (2008)
- Ching Ching Ching (2010)
- Not the Only One (2010)
- Nylons in a Rip (2011)
- Nothing Compares 2 U (2017)

## Auszeichnungen für Musikverkäufe
| Platin-Schallplatte - Frankreich - 1981: für die Single On My Own (Out Here) |

| Land/RegionAuszeichnungen für Musikverkäufe (Land/Region, Auszeichnungen, Verkäufe, Quellen) | Gold | Platin  | Verkäufe  | Quellen     |
| -------------------------------------------------------------------------------------------- | ---- | ------- | --------- | ----------- |
| Frankreich (SNEP)                                                                            | —    | Platin1 | 1.000.000 | infodisc.fr |
| Insgesamt                                                                                    | —    | Platin1 |           |             |